# Kanton Santiago (Ecuador)
Der Kanton Santiago, auch Kanton Santiago de Méndez, befindet sich in der Provinz Morona Santiago im Südosten von Ecuador. Er besitzt eine Fläche von 11.090 km². Im Jahr 2020 lag die Einwohnerzahl schätzungsweise bei 11.100. Etwa 90 Prozent der Bevölkerung sind Mestizen, 10 Prozent gehören zur Volksgruppe der Shuar. Verwaltungssitz des Kantons ist die Kleinstadt Santiago de Méndez mit 2277 Einwohnern (Stand 2010). Der Kanton Santiago wurde im Jahr 1942 eingerichtet.

## Lage
Der Kanton Santiago befindet sich im Westen der Provinz Morona Santiago. Das Gebiet liegt an der Ostflanke der Anden. Es wird von den Flüssen Río Paute, Río Upano, Río Negro und Río Namangoza durchflossen. Im Süden reicht das Gebiet bis zum Unterlauf des Río Yunganza, ein rechter Nebenfluss des Río Namangoza. Die Fernstraßen E40 (Cuenca–San José de Morona) und E45 (Loja–Macas) führen durch den Kanton und kreuzen sich unweit von Santiago de Méndez.
Der Kanton Santiago grenzt im Norden an den Kanton Sucúa, im Osten an den Kanton Logroño, im Südosten an den Kanton Tiwintza, im Süden an den Kanton Limón Indanza, im Westen an die Kantone El Pan und Sevilla de Oro der Provinz Azuay sowie im äußersten Nordwesten an den Kanton Alausí der Provinz Chimborazo.

## Verwaltungsgliederung
Der Kanton Santiago ist in die Parroquia urbana („städtisches Kirchspiel“)
- Santiago de Méndez

und in die Parroquias rurales („ländliches Kirchspiel“)
- Copal
- Chupianza
- Patuca
- San Francisco de Chinimbimi
- San Luis del Acho
- Tayuza

gegliedert.

## Ökologie
Im Nordwesten des Kantons befindet sich der Nationalpark Sangay.